# Dochód nominalny
Dochód nominalny – wartość dochodu wyrażonego w pieniądzu, odnoszącego się do bieżącej wielkości dochodu np. pracownika czy gospodarstwa domowego, bez uwzględnienia wpływu innych czynników, np. inflacji.